# VAG AEH-motor
VAG AEH motoren var en 4-cylindret benzinmotor fra VAG-koncernen. Den var en modificeret udgave af AFT motoren, med bedre moment, 145 Nm (mod AFT – 140 Nm).
I 2000 blev den modificeret, så den nu ydede 102 HK/148 Nm, undtagen i Seat Ibiza og Córdoba, hvor den fortsatte i den gamle udgave.